# Rose-Claire Lyon
Pour les articles homonymes, voir Lyon (homonymie).
Sœur Rose-Claire Lyon (1986 - 2013), était une religieuse française de la congrégation des Petites Sœurs Disciples de l'Agneau, surnommée « Sourire de Jésus ». Depuis sa mort, elle fait l'objet d'une réputation de sainteté.

## Biographie

### Jeunesse
Rose-Claire Lyon naît en 1986, à Laxou, en Meurthe-et-Moselle. Issue d'une famille nombreuse, elle a six frères et sœurs.

### Vie religieuse
Attirée par la vie religieuse, elle entre en janvier 2006 dans la congrégation diocésaine des Petites Sœurs Disciples de l'Agneau, dans l'unique couvent situé à Le Blanc (Indre). Cet ordre religieux est unique en son genre, car il accueille des jeunes femmes atteintes de la trisomie 21. 
Elle fait profession perpétuelle le 24 mars 2012. Avec la Mère Supérieure, la Petite Sœur Rose-Claire est la seule valide de la communauté. Avec le temps, cette dernière occupe une place importante dans la communauté.
Elle fut formée avec la « petite voie » de sainte Thérèse de Lisieux, dont elle imprègne sa spiritualité. Telle sainte Thérèse, la Petite Sœur Rose-Claire Lyon voulait devenir sainte, mais une sainte cachée, pas une sainte de calendrier, écrivait-elle.

### La vocation du Ciel
Son désir le plus cher était de monter au ciel, malgré l'interdiction de la Mère Supérieure, qui avait fort besoin d'elle. Outre son grand désir d'atteindre le ciel, la Petite Sœur était toujours joyeuse, d'où son surnom de Sourire de Jésus, mais aussi très serviable et très travailleuse.
La Petite Sœur Rose-Claire Lyon mourut très discrètement, comme elle l'avait souhaité, le 4 mai 2013. Elle avait 26 ans.

## Postérité
Ses funérailles furent célébrées le 8 mai 2013 dans la chapelle du couvent, qui attira étonnement une foule nombreuse. Sa photographie s'est écoulée à 3 500 exemplaires entre mai et novembre 2013. Aujourd'hui, sa tombe est toujours fleurie et visitée.
Une procédure pour une éventuelle béatification ne peut s'ouvrir que cinq ans après sa mort. 